# Соколов, Юрий Ионович
Юрий Ио́нович Соколо́в (12 августа 1928, Сухой Отрог, Чапаевский район, Саратовская область — 25 июня 2002, п. Духовой, Богатовский район, Самарская область) — инженер-технолог, лауреат Ленинской премии.

## Биография
Родился в Сухом Отроге Чапаевского района Саратовской области.
Окончил Куйбышевский авиационный институт, специальность инженер-механик.
До 1962 года работал в Свердловске-45 (Лесной) на заводе «Электрохимприбор»: инженер-технолог и старший инженер-технолог механосборочного цеха. Специалист в области уникальных сборок с применением ядерных материалов.
С 1962 года жил и работал в Куйбышеве на заводе им. Фрунзе.
Умер 25.06.2002 в пос. Духовой Богатовского района Самарской области.

## Награды
- Ленинская премия 1961 года — за разработку технологии изготовления уникальных сборок ответственного назначения с использованием ядерных и радиоактивных материалов.
- Медаль «За трудовое отличие».